# Cycloderus rubricollis
Cycloderus rubricollis is een keversoort uit de familie vuurkevers (Pyrochroidae). De wetenschappelijke naam van de soort is voor het eerst geldig gepubliceerd in 1851 door Solier.